# Robert Milnes-Crewe, 1. markýz Crewe
Robert Offley Ashburton Milnes-Crewe, 1. markýz z Crewe (Robert Offley Ashburton Milnes-Crewe, 1st Marquess of Crewe, 1st Earl of Madeley, 1st Earl of Crewe, 2nd Baron Houghton) (12. ledna 1858, Londýn, Anglie – 20. června 1945, West Horsley Place, Anglie) byl britský státník, významný představitel Liberální strany 19. a 20. století. Jako dědic titulu barona byl od mládí členem Sněmovny lordů, později byl povýšen na hraběte (1895) a markýze (1911). Ve vysoké politice se pohyboval bezmála půl století, mimo jiné byl místokrálem v Irsku (1892–1895), předsedou Sněmovny lordů (1908–1916) a velvyslancem ve Francii (1922–1928), v několika vládách byl ministrem různých resortů. Získal Podvazkový řád a svým druhým sňatkem se stal zetěm bývalého premiéra 5. hraběte z Rosebery.

## Kariéra
Narodil se v Londýně jako syn spisovatele a dlouholetého poslance Richarda Milnese, 1. barona Houghtona (1809–1885), a jeho manželky Annabelly Crewe (1819–1874). Studoval v Harrow a Cambridge, univerzitu absolvoval v roce 1880. Do veřejného života vstoupil jako tajemník ministra zahraničí 2. hraběte Granville (1883–1884), v roce 1884 neúspěšně kandidoval ve volbách do Dolní sněmovny. V roce 1885 po otci zdědil titul barona a vstoupil do Sněmovny lordů, krátce nato se stal lordem komořím královny Viktorie (1886). Po smrti první manželky (1887) dočasně odešel do soukromí, mimo jiné cestoval po Evropě, navštívil také Egypt. V Gladstonově vládě byl jmenován místokrálem v Irsku (1892–1895), stal se též členem Tajné rady (1892). Po nástupu konzervativců k moci odešel do opozice, v roce 1895 byl povýšen na hraběte z Crewe.
Po deseti letech v opozici se v Campbell-Bannermanově vládě stal prezidentem Tajné rady (1905-1908), po odchodu 1. markýze z Riponu do soukromí převzal jeho posty předsedy Sněmovny lordů (1908–1916) a lorda strážce tajné pečeti (1908–1911 a 1912–1915). V čele Sněmovny lordů vynikl v době projednávání zrušení jejího práva veta, mezitím zastával také funkce státního sekretáře kolonií (1908–1910) a státního sekretáře pro Indii (1910–1911 a 1911–1915). Ve funkci ministra pro Indii prosadil přesun hlavního města z Kalkaty do Dillí a byl také zodpovědný za organizaci cesty Jiřího V. do Indie (1912). V roce 1911 získal titul markýze a v letech 1912–1944 byl lordem místodržitelem hrabství Londýn, v roce 1917 byl též členem městské rady v Londýně. Za první světové války se v rámci koaličního kabinetu uplatnil znovu jako prezident Tajné rady (1915–1916) a ministr školství (1916). V letech 1922–1928 byl velvyslancem ve Francii, kde se zasloužil o zřízení několika institucí v rámci britsko-francouzské spolupráce. V Macdonaldově koaliční vládě byl v roce 1931 krátce státním sekretářem války; Liberální strana tehdy již ztratila svůj vliv a ocitla se na okraji politického spektra, markýz Crewe byl jedním z mála jejích zástupců ve vládě, nebyl ale členem užšího kabinetu. Z funkce odstoupil v listopadu 1931, nadále zůstal místodržitelem v hrabství Londýn, při korunovaci Jiřího VI. vykonával čestnou funkci Lord High Constable (1937). Až do smrti zastával mimo jiné post kancléře univerzity v Sheffieldu (1918–1945).
Markýz Crewe nevynikal jako řečník, ale proslul jako schopný organizátor ve státní správě. Cestou kompromisu pomáhal řešit vnitrostranické spory v Liberální straně, patřil k přátelům H. H. Asquitha a dlouhodobý vliv si udržoval také díky přízni Jiřího V. Po otci zdědil literární nadání a již v mládí publikoval básně, později po odchodu z politického života vydal biografii svého tchána hraběte Roseberyho (1931).

## Majetek a rodina

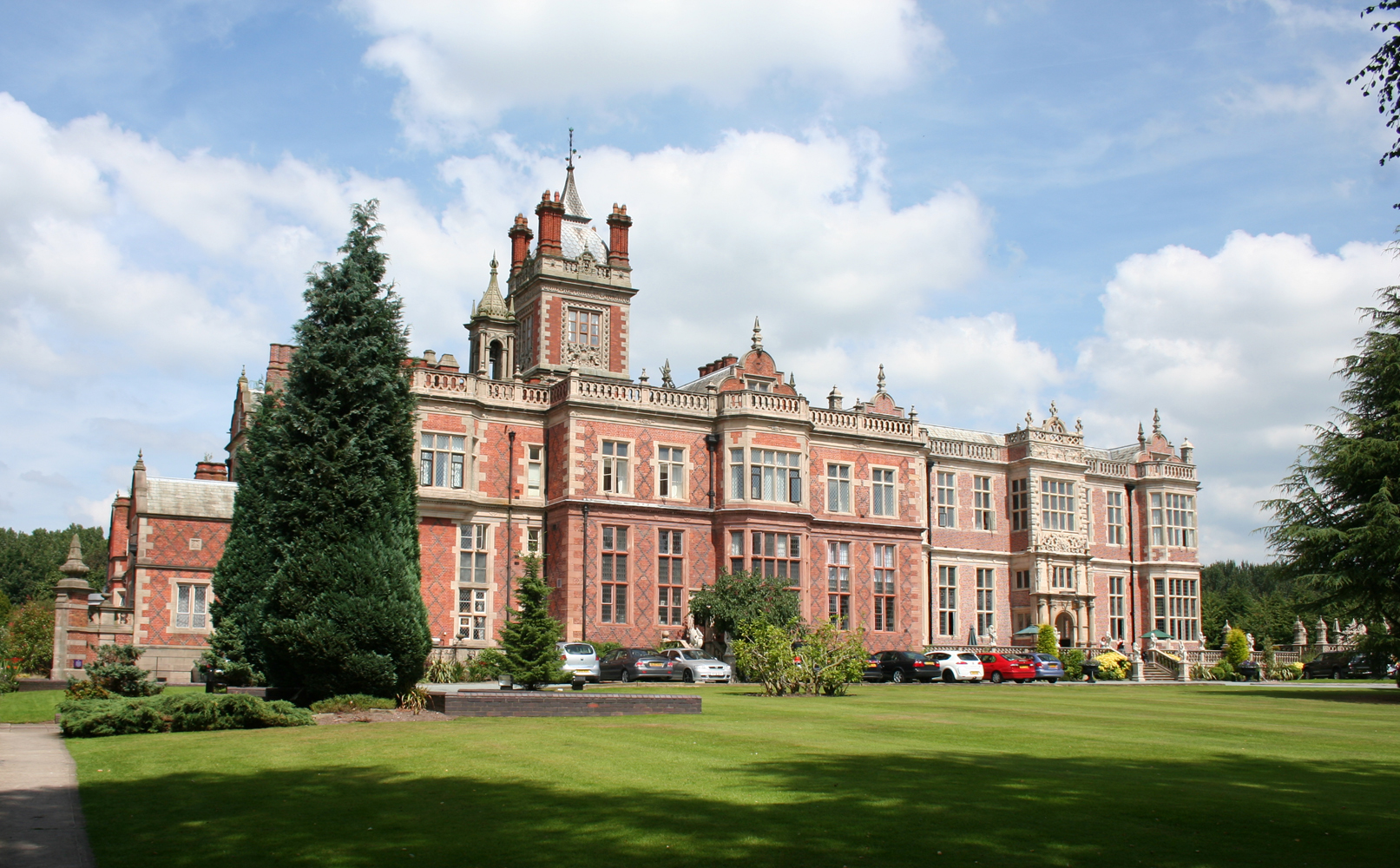
Zámek Crewe Hall v hrabství Cheshire

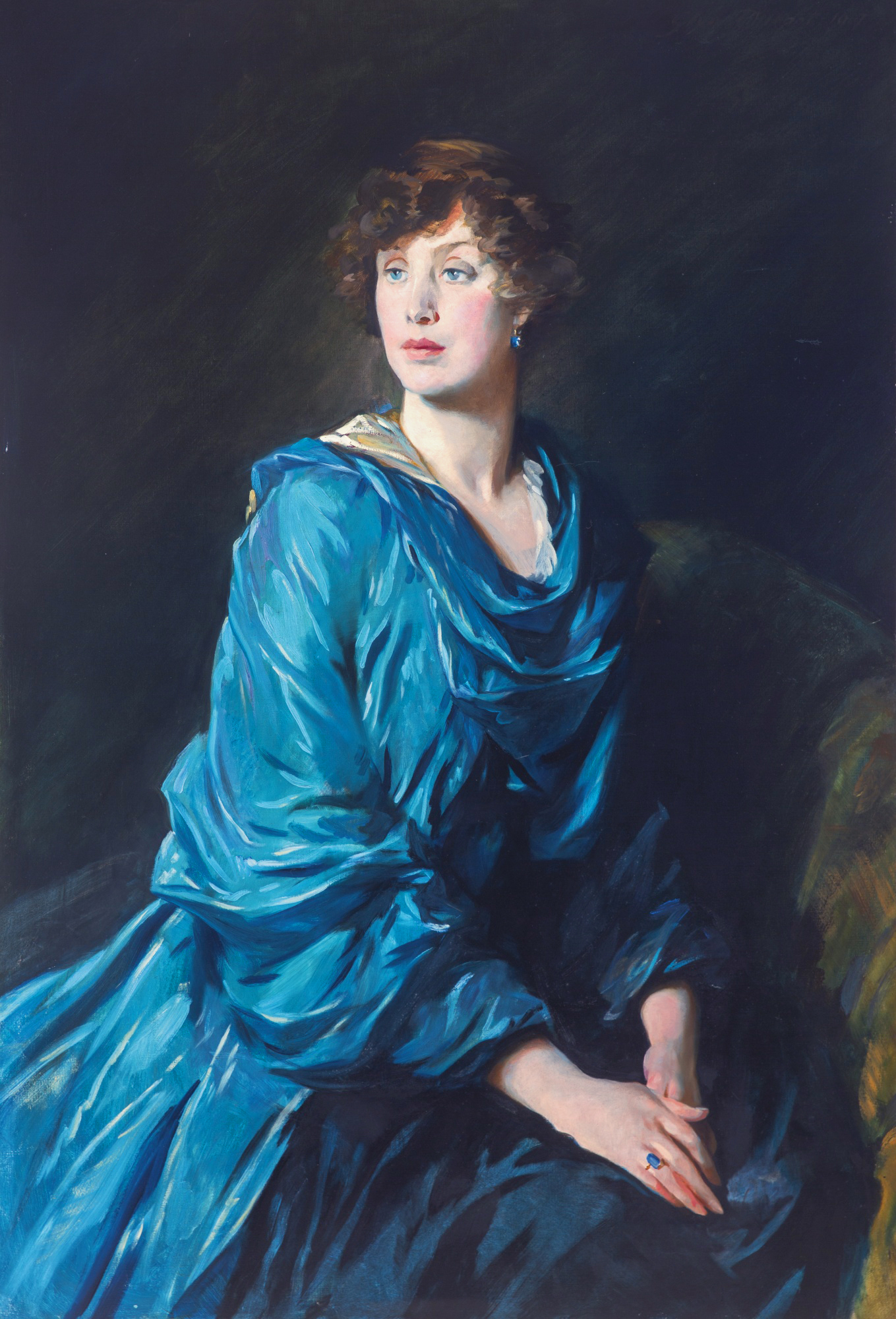
Margaret Milnes-Crewe, markýza z Crewe (1881-1967), dcera premiéra 5. hraběte z Rosebery

Po otci kromě titulu barona zdědil statky v hrabství York s rodovým sídlem Fryston Hall. Zde krátce žil, ale nakonec zámek prodal v dražbě v roce 1905. Mezitím po strýci z matčiny strany z rodu Crewe zdědil pozemky o rozloze přes 20 000 hektarů půdy ve čtyřech hrabstvích (1894). Na základě toho přijal v roce 1895 jméno Milnes-Crewe a usadil se na honosném zámku Crewe Hall (Cheshire). Zde sídlil do roku 1922, později byl zámek prodán státu a dnes je zde hotel. V roce 1899 koupil v Londýně palác Wharncliffe House, který byl od té doby známý pod jménem Crewe House. Nechal jej nákladně adaptovat, dnes zde sídlí velvyslanectví Saúdské Arábie. Po odchodu z veřejného života pobýval na venkovském sídle West Horsley Place (Surrey), které koupil v roce 1931.
V roce 1880 se oženil se Sybil Graham (1857–1887), dcerou Sira Fredericka Grahama. Měli spolu čtyři děti, jediný syn Richard (1882-1890) zemřel v dětství. Jeho druhou manželkou se v roce 1899 stala Margaret Primrose (1881–1967), dcera bývalého premiéra 5. hraběte z Rosebery. Také z tohoto manželství se narodil jediný syn, který opět zemřel v dětství (Richard Milnes-Crewe, hrabě z Madeley, 1911-1922). Dcera Mary Evelyn (1915-2014) byla manželkou 9. vévody z Roxburghe.
Zemřel na svém venkovském sídle West Horsley Place (Surrey) 20. června 1945 ve věku 87 let bez mužského potomstva. Jeho šlechtické tituly zanikly, příjmení Milnes přijal jeden z jeho zeťů Sir Edward Coates (1879–1971), který se od roku 1946 psal jako Milnes-Coates.